# Internacional Futebol Clube (Rio de Janeiro)
Internacional Futebol Clube foi uma agremiação esportiva, fundada a 1 de março de 1993, sediada no bairro de Curicica, no Rio de Janeiro.
Mandava seus jogos no estádio Eustáquio Marques, de propriedade do próprio, que também era um dos dirigentes, e depois se desentendeu com os demais, o que culminou na extinção do clube.

## História
A equipe, que era presidida por Valdeir Penudo e Augusto Vieira, estreou no Campeonato Estadual da Terceira Divisão, em 1995. Na primeira fase, após a disputa de dois turnos, se classificou em segundo lugar, em seu grupo, à segunda fase, atrás do Centro Esportivo Arraial do Cabo, e à frente de Esporte Clube Lucas, Jacarepaguá Futebol Clube, Macaé Barra Clube e Cardoso Moreira. No hexagonal final, a equipe ficou em sexto lugar, atrás de Esporte Clube Lucas, Real Esporte Clube, Centro Esportivo Arraial do Cabo, Céres Futebol Clube e Grêmio Esportivo Km 49. Os campeões e promovidos naquele ano foram Esporte Clube Lucas e Real Esporte Clube.
Em 1996, foi convidado a disputar a Divisão Especial, na prática, a Segunda Divisão. Terminou o primeiro turno na última colocação por ter perdido 5 pontos devido à escalação de jogadores em condição irregular.  A Associação Atlética Portuguesa foi a líder do campeonato que teve chave única e dois turnos. Em segundo lugar, ainda no turno, ficou o Bonsucesso Futebol Clube, seguido de Barra Mansa Futebol Clube, Nova Iguaçu Futebol Clube, Goytacaz Futebol Clube, Macaé Barra, Royal Sport Club, Friburguense Atlético Clube, Campo Grande Atlético Clube, Mesquita Futebol Clube e São Cristóvão de Futebol e Regatas. No segundo turno, o Internacional ficou em décimo lugar. O Friburguense Atlético Clube foi o líder. A decisão do segundo turno foi disputada entre Nova Iguaçu Futebol Clube e Friburguense. Houve empate em 1 a 1 e vitória do time iguaçuano nos pênaltis por 6 a 5. Na grande final, a Portuguesa, líder do primeiro turno, bateu o Nova Iguaçu por 2 a 0.
Em 1997, o Internacional continuou na disputa da Divisão Especial, a Segunda Divisão. Terminou a fase preliminar, em seu grupo, na quinta colocação, atrás dos classificados à fase seguinte São Cristóvão de Futebol e Regatas, Associação Atlética Portuguesa, Mesquita Futebol Clube e Serrano Foot Ball Club. E à frente dos também eliminados Campo Grande Atlético Clube e Heliópolis Atlético Clube. Na grande final do campeonato, o Friburguense bateu o Céres Futebol Clube por 1 a 0, em Friburgo e empatou em 0 a 0, em Bangu, ficando com o título e o acesso único à elite do futebol do estado.[carece de fontes?]
Em 1998, o time participou do Módulo Especial, novo nome atribuído à Segunda Divisão. Na primeira fase, em seu grupo, o Internacional ficou em terceiro lugar e se classificou à fase seguinte, atrás da líder Associação Desportiva Cabofriense e o São Cristóvão de Futebol e Regatas. Os eliminados na chave foram Mesquita Futebol Clube, Jacarepaguá Futebol Clube e Barra da Tijuca Futebol Clube. A segunda fase foi dividida em dois grupos de quatro equipes. O time de Curicica foi apenas o último colocado na chave que classificou a Cabofriense para a final. Foram então eliminados Serrano e Barreira. No outro grupo o outro habilitado à decisão foi o Campo Grande Atlético Clube, que deixou para trás a Associação Atlética Portuguesa, o São Cristóvão de Futebol e Regatas e o CFZ do Rio Sociedade Esportiva. O time de Cabo Frio, contudo, levou a melhor e ficou com o título e o acesso único à elite do futebol fluminense.
Em 1999, o Internacional disputaria o seu último campeonato, pois haveria posteriormente divergências de seus dirigentes com o proprietário do estádio, o sr. Eustáquio Marques, conhecido por Taquinho. Com a extinção do clube, a praça de esportes seria alugada para vários outros clubes, entre os quais, Universal Futebol Clube, Estácio de Sá Futebol Clube, Esporte Clube Marinho e Clube Atlético da Barra da Tijuca, o antigo Yasmin, que na verdade, o sublocou do Marinho, entre 2011 e 2012. Esse ano ficou marcado pela ausência do America na Primeira Divisão. Após a primeira fase, em seu grupo, o Internacional ficou em último lugar, atrás dos classificados Associação Desportiva Cabofriense, Nova Iguaçu Futebol Clube e Esporte Clube Barreira. Os outros eliminados foram Campo Grande Atlético Clube e São Cristóvão de Futebol e Regatas. 